# Cambridge Audio
Cambridge Audio – największy brytyjski producent sprzętu elektroakustycznego z siedzibą w Londynie.

## Historia
Firma powstała w roku 1968, na rynku Hi-fi zaistniała jednak dopiero w latach 70., dzięki serii wzmacniaczy zintegrowanych o symbolach P40, P50 oraz P110. Zostały one bardzo pozytywnie odebrane przez użytkowników, jako wysokiej jakości sprzęt w konkurencyjnej cenie.
Lata 80. to pierwszy dzielony odtwarzacz CD w historii firmy. Okres lat 90. to spory krok ku technice cyfrowej oraz opracowanie systemu DAC, którego komponenty zostały wyróżnione nagrodą „What Hi-Fi? Sound and Vision Best Buy”.
Nowe tysiąclecie firma rozpoczyna nową serią produktów, w tym jako jeden z nielicznych producentów wprowadza do sprzedaży tuner radiowy obsługujący technologię DAB.
W 2004 roku weszła do sprzedaży seria Azur, która okazała się największym sukcesem firmy, została nagrodzona wieloma nagrodami, w tym prestiżowymi nagrodami EISA.